# برينت إميري
برينت إميري (بالإنجليزية: Brent Emery)‏ هو دراج أمريكي، ولد في 15 سبتمبر 1957 في ميلواكي في الولايات المتحدة.

## وصلات خارجية
- برينت إميري على موقع أرشيف الدراجات (الإنجليزية)
- برينت إميري على موقع اللجنة الأولمبية الدولية (الإنجليزية)
- برينت إميري على موقع أوليمبيديا (الإنجليزية)